# La terra de la mel (pel·lícula)
La terra de la mel (en macedoni Медена земја, transliterada com a Medena zemja) és una pel·lícula documental de Macedònia del Nord de 2019 dirigida per Tamara Kotevska i Ljubomir Stefanov. Retrata la vida de Hatidze Muratova, una apicultora al remot poble muntanyós de Bekirlija, Macedònia del Nord i segueix el seu estil de vida i els canvis que es produeixen després de l'arribada d'una família nòmada a la casa veïna. Originalment estava pensat com un documental amb suport governamental sobre la regió que envolta el riu Bregalnica a la regió central del país. El focus geogràfic del documental va canviar de rumb amb la trobada entre l'equip de rodatge i Muratova. La terra de la mel va rebre la seva estrena mundial al Festival de Sundance del 2019 el 28 de gener, seguida d'una estrena teatral als Estats Units el 26 de juliol del del mateix any. Ha estat subtitulada però no doblada al català.
El rodatge de La terra de la mel va tenir una durada de tres anys, i els directors van recopilar un total de quatre-centes hores de metratge. Al documental s'exploren diversos temes mediambientals com ara el canvi climàtic, la pèrdua de biodiversitat i l'explotació de recursos naturals. Es contrasten dues ideologies diferents amb els principals protagonistes del documental: l'equilibri de la humanitat amb l'ecosistema retratat a través de Muratova, i el consumisme i l'explotació de recursos retratats a través dels seus veïns. L'objectiu principal dels realitzadors, a l'hora de filmar era visual i durant el procés d'edició no es va fer servir la pista d'àudio. El documental també retrata la relació del protagonista amb la seva mare enllitada i els seus veïns.
La terra de la mel va rebre una aclamació crítica generalitzada per part de crítics de cinema contemporanis. Va ser inclosa en nombroses llistes de final d'any i va ser escollida la millor pel·lícula del 2019 per The New York Times. El documental també va rebre nombrosos premis; va ser l'única pel·lícula que va guanyar tres premis diferents al Festival de Cinema de Sundance del 2019. Actualment també està nominada a la Oscar a la millor pel·lícula de parla no anglesa com a entrada de Macedònia del Nord i a la Oscar al milor documental als Premis Oscar de 2019, convertint-la en la primera pel·lícula que ha rebut una nominació en ambdues categories. Es tracta de la segona candidatura del seu país als Oscars des de Abans de la pluja (1994). A partir del 2020, la suma d'ingressos del documental ha estat de 724.050 $.

## Trama
La terra de la mel és un documental sobre la vida i la feina de Hatidze Muratova, una apicultora macedonia d'ascendència turca que viu al poble de Bekirlija al municipi de Lozovo. Com que el poble es troba en una muntanya aïllada, no té accés a l'electricitat ni a l'aigua corrent. És una de les últimes abellaires salvatges de Macedònia del Nord i d'Europa. Muratova viu junt amb la seva mare, de 85 anys, enllitada, Nazife, que depèn completament de la cura de la seva filla. Es guanya la vida recol·lectant la mel que obté de l'apicultura en lots i venent els seus productes a la capital del país Skopje. Per viatjar a la capital necessita caminar durant quatre hores a peu i en tren. Muratova considera el seu treball com una forma de restablir l'equilibri a l'ecosistema. Això s'exemplifica a través de moments en què ella coreja les línies "la meitat per a mi, la meitat per a tu" amb les seves abelles a l'hora de collir la mel. Aquest principi es basa en els costums i les tradicions dels seus avantpassats, que li van ensenyar que les abelles han d'utilitzar la seva pròpia mel per alimentar-se i obtenir més energia per al vol i l'aparellament. El documental mostra nombrosos trets de Hatidze durant el procés d'apicultura, inclòs el maneig dels apiaris on es mantenen les abelles i el tall de les bresques.
L'arribada de Hussein Sam, un apicultor nòmada turc que arriba amb un tràiler irromp la pau i la tranquil·litat de casa i la seva rutina. Viatjant amb ell, la seva dona Ljutvie, els seus set fills i diversos animals domèstics que ha importat. Hatidze manté bones relacions amb ells i es vincula amb els fills de la família que solen envair la seva privadesa. Ella continua a donar els consells que va rebre dels seus avantpassats a Sam, explicant-li l'art de l'apicultura, i instruint-li com començar la seva pròpia colònia. Amb la necessitat de disposar de mitjans financers per sostenir la seva família, Sam ignora els seus consells i procedeix a collir tota la mel que produeixen els seus ruscs, a petició del client per proporcionar-li la quantitat de mel possible. Això condueix a que les abelles de Sam ataquin els ruscs de Hatidze per obtenir mel durant el període hivernal escàs dels recursos, posant fi a la manera de viure de Hatidze.

## Concepció i desenvolupament

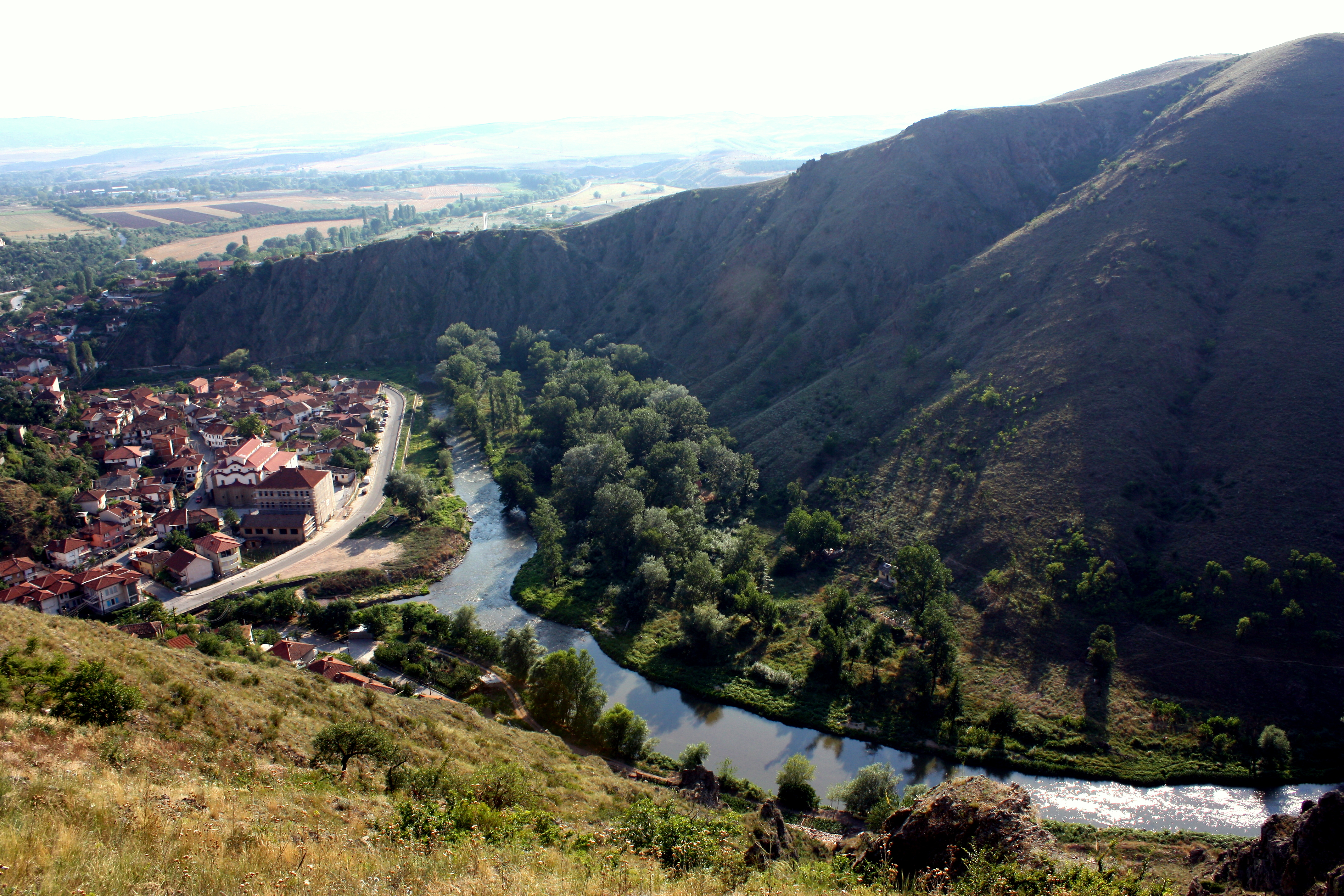
La pel·lícula es va planificar originalment com un documental sobre la preservació de la regió que envolta el riu Bregalnica (a la foto).

A partir del 2015, el documental es va rodar al llarg de tres anys i la versió final es va condensar a partir de més de 400 hores de metratge. La terra de la mel marca la segona col·laboració de Tamara Kotevska i Ljubomir Stefanov en una pel·lícula documental. La primera és Llac de les pomes (2017). La pel·lícula va ser pensada originalment com un documental sobre el riu Bregalnica i la preservació de la regió circumdant al municipi de Lozovo, al centre de Macedònia. Com a tal, va ser concebuda com a material per al programa de l'Agència Suïssa per al Desenvolupament i la Cooperació per a la preservació dels recursos naturals de Macedònia del Nord. El finançament per al documental va arribar d'un subsidi de $ 25.000 d'un fons per documentals del Festival de Cinema Internacional de Sant Francisco i 3.000.000 denars de la Agència de Cinema Macedònia del Nord.
La idea principal inicial dels directors era mostrar el suposava el canvi d'ubicació de les persones que vivien a Bregalnica i la regió dels voltants, juntament amb el canvi natural del seu curs que es produeix cada deu anys. No obstant això, en arribar al lloc de rodatge previst, es van trobar amb Muratova i li van proposar protagonitzar el documental. Tot i que inicialment es va arruïnar, va acceptar implicar-se ja que feia temps que intentava fer arribar el seu missatge al món. Tant Muratova com la família nòmada tenien un enfocament reticent quan van començar a ser gravats. Tot i així, a mesura que avançava el rodatge, es van acostumar a la presència dels directors i pràcticament no hi ha escenes de ficció.

## Filmació i producció
A causa de la remota ubicació de Bekirlija, el poble on es va produir el rodatge, l'equip de producció es va mantenir durant tres a quatre dies consecutivament abans de dirigir-se a llocs habitats dels voltants per obtenir aliments. També van dormir en tendes i hamaques davant de la casa de Muratova. L'equip de producció estava format per un equip relativament reduït, és a dir, dos directors, dos directors de fotografia (DF), un editor i un enginyer d'àudio. Un dels principals reptes per a les DF va ser la manca d'electricitat, per a la qual només havien de confiar en la llum natural, la llum de les espelmes i la llar de foc. Kostovska va ser l'encarregat de captar les relacions entre persones, mentre Stefanov era el responsable dels aspectes mediambientals de la pel·lícula.
El documental no fa servir cap tipus de veu en off i els temes filmats no miren directament la càmera, cosa que els dona una sensació "completament invisible". Al filmar els seus temes, Kotevska i Stefanov es van basar principalment en observacions visuals dels seus personatges ja que cap dels dos parla turc. Aquest enfocament es va seguir durant les etapes de postproducció i, durant els primers sis mesos de la primera veresió, que va durar aproximadament 12 mesos en total. La direcció, només es va centrar en la part visual, sense fer ús de cap àudio ni cap transcripció. D'aquesta manera, van assegurar que la narració de la pel·lícula també es podia seguir de forma únicament visual. Es va notar que la tècnica de filmació contenia elements de cinema directe i cinema verité El treball de càmera constant durant la primera meitat de la pel·lícula, es converteix progressivament en més inestable amb l'arribada dels veïns nòmades.
La partitura musical i la banda sonora del documental van ser compostes pel grup macedoni Foltin sota la supervisió musical de Rana Eid de la productora DB Studios de Beirut.

## Temes
A la pel·lícula s'exploren diversos temes, amb Stefanov afirmant que els tres punts principals dels directors eren el canvi climàtic, la pèrdua de biodiversitat (exemplificada pel síndrome del despoblament dels ruscos) i l'explotació dels recursos naturals. Stefanov va descriure més la seva visió sobre el concepte de la següent manera: "L'objectiu és agafar tot el que necessiteu, no agafar-ho tot i deixar [alguna cosa] per a demà i per a aquells que procurin per vosaltres". Kotevska també va comentar que la comparació més adequada dels temes explorats a la pel·lícula seria amb el consumisme modern. Va descriure el cas de Muratova com un microcosmos que reflecteix "les mateixes regles que tot aquest món sobre com el consumisme destrueix els recursos naturals completament". A més, va comparar el comprador que demanava mel a Sam com "la pressió de la societat que els va imposar" i les seves accions com a "entre els valors morals i les pressions de la societat".
Situat en el context de l'escalfament global i l'augment de la consciència mediambiental contemporània entorn del moment del seu llançament, nombrosos crítics van veure els seus temes com un missatge important per als ciutadans actuals i els seus estils de vida. AO Scott, de The New York Times, va veure el paper i les accions de Hussein com a "villans" i " utilitaris ", mentre que Hatidze considerava una "figura heròica" que envia un missatge a persones similars a les seves "veïnes malbaratadores i desitjades". Sheena Scott, va escriure a Forbes, descrivint la motivació darrere de les accions de Bas com "el fet que el benefici és massa gran en detriment d'una forma de viure sostenible més adequada". El productor del documental Atanas Georgiev també va declarar durant el Festival de Sundance que l'equip de producció estava "molt il·lusionat" per enviar el missatge de sostenibilitat als ciutadans i al govern de Macedònia del Nord i incitar-los a prendre mesures per millorar la qualitat de l'aire del país i disminuir la contaminació.
Un altre tema tractat a la pel·lícula és la relació mare-filla entre Muratova i la seva mare prostrada al llit, que el cinematògraf Ljuma va descriure com el d'una abella reina i una abella obrera. Kostevska va revelar durant una entrevista que, se suposa que la relació va capturar les tradicions de la minoria turca a Macedònia, i l'expectativa social de l'última filla per tenir cura dels seus pares en vida i, per tant, sense poder casar-se ni establir la seva pròpia família. De les vint-i-cinc escenes que es van rodar, mostrant moments íntims compartits entre totes dues, la pel·lícula va incloure aproximadament sis.

## Llançament

### Projecció inicial
L'estrena mundial de La terra de la mel va ser al Festival de Cinema de Sundance del 2019 i es va donar a conèixer una estrena teatral dels Estats Units per Neon el 26 de juliol de 2019. Va ser llançada al Regne Unit el 13 de setembre de 2019 per Dogwoof. La pel·lícula es va estrenar el 22 d'octubre de 2019 en forma digital i DVD als Estats Units per Universal Studios. Dogwoof la va publicar en DVD i Blu-ray al Regne Unit el 24 de febrer de 2020 amb dues funcions especials, escenes suprimides i tràiler publicitari.

### Taquilla
La terra de la mel va obtenir 712.363 $ als Estats Units i Canadà, i 11.687 $ en altres territoris, per un import brut total de 724.050 $.

### Resposta crítica
Al web de l'agregador de revisions Rotten Tomatoes, la pel·lícula té una qualificació d'aprovació del 99% basada en 80 ressenyes, amb una puntuació mitjana de 8,36 / 10. El consens crític del lloc web diu que "La terra de la mel utilitza la vida en un poble remot per oferir una perspectiva obertura dels ulls sobre experiències que haurien de ressonar fins i tot per a públics a mig camí del món". A Metacritic, que assigna una qualificació normalitzada de 100 a les ressenyes de publicacions principals, la pel·lícula va rebre una puntuació mitjana de 86, basada en 26 ressenyes, cosa que indica una aclamació mundial.
AO Scott, de The New York Times : "Dona una gran complexitat de l'experiència amb claredat punyent. La seva pel·lícula és tranquil·la, íntima i intensa, però tocada amb una respiració de grandiositat èpica. És un poema que inclou història. " En una revisió separada, Scott també la va nomenar la millor pel·lícula del 2019. David Ehlrich escrivint per a IndieWire va donar a la pel·lícula un B + en la seva revisió, anomenant-lo "un documental amarg i fascinantament bell que se centra en un únic apicultor com si el nostre futur col·lectiu incideix en la fràgil relació entre ella i les arnes". Guy Lodge va escriure en una crítica positiva per a Variety que al "documental observacional acurador, tot des de la mel cap amunt és orgànic". Classificant-la amb quatre estrelles sobre cinc, Ty Burr de The Boston Globe va opinar que el seu punt més fort era que es tractava "tant d'al·legoria com d'exemple, un conte simbòlic sobre la importància de l'equilibri de la natura i una història específica sobre aquestes vides concretes" i va anar. a anomenar Muratova "una figura intemporal". El periodista de Los Angeles Times, Justin Chang, la va descriure com una de les rares pel·lícules que serveix d '"una al·legoria íntimament furiosa i metodològicament detallada de les meravelles de la terra causades per les conseqüències de l'avarícia humana".
Sheri Linden a The Hollywood Reporter, va anomenar-la "Un estudi de personatges inoblidable vérité i una mirada íntima a una tradició en perill d'extinció". Ed Potton de The Times, va donar a la pel·lícula 4 de 5 estrelles, va dir del documental "Tot i que comença com una meditació sobre les penúries i els ritmes de la vida rural, [esdevé] una cosa més íntima". Qualificant-la com a 4 de cada 5, Hlen O'Hara de la Empire (revista), va resumir la pel·lícula com "Impressionantment bella i tranquil·lament poderosa, es tracta d'un retrat d'una forma de vida desapareguda i d'una dona decidida que està intentant introduir-se. el món." David Sims de The Atlantic va anomenar La terra de la mel "un documental de naturalesa rara, profundament personal". Va detallar, a més, "una sensibilitat a les preocupacions humanes mes petites i a la bellesa natural que crida l'atenció és el que fa de La terra de la mel un documental especialment engrescador". "El cinema a la natura que només se centra en el medi ambient pot sentir-se una mica sec, mentre que l'anomenada història d'interès per a l'ésser humà pot ser clotadora; La terra de la mel triomfa combinant els dos". Sheena Scott, de Forbes,va compartir els sentiments de Sims, escrivint que "són els moments d'intimitat els que fan aquesta pel·lícula tan única i bonica". Una crítica mixta va ser de Stephen Whitty que va escriure per a la Screen Daily, que tot i elogiar el dolorós film i la imatgeria va sentir que el seu "futur comercial sembla limitat" i va pensar que "deixa moltes preguntes i, de vegades, la seva audiència" enrere.

### Reconeixements

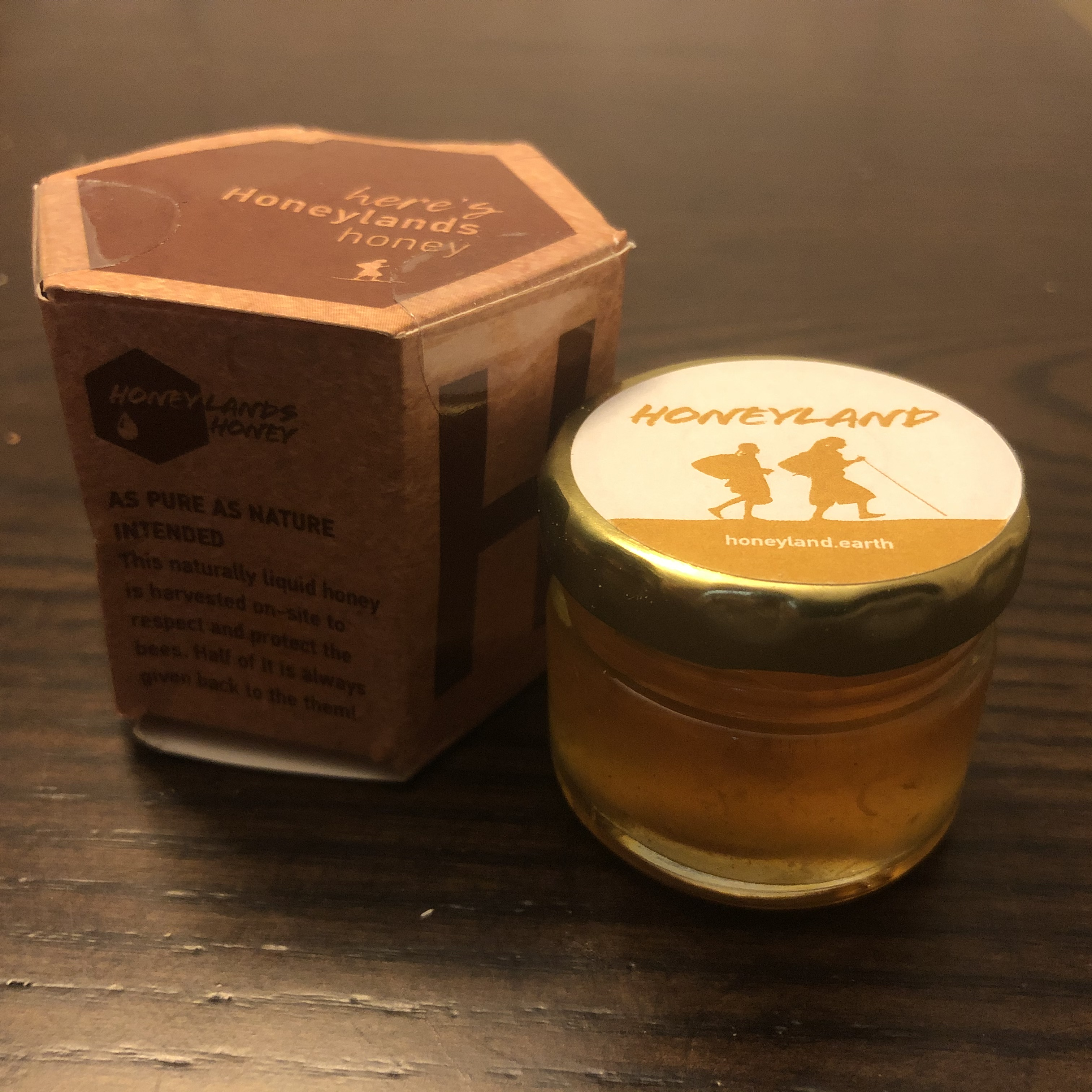
Ampolla de mel de La terra de la mel de donació per a la campanya de recaptació de fons

La pel·lícula va rebre el seu primer premi al Festival de Cinema de Sarajevo, que va servir per comprar una casa nova per a Muratova en un poble proper, poblat pels seus familiars i amics. Kotevska i Stefanov també van iniciar una campanya que envia gerres de mel als donants d'un fons que es dirigeix cap a Muratova i el seu veí segons les seves necessitats.
El 13 de gener de 2020, La terra de la mel va rebre dues nominacions als Premis Oscar de 2019: com a Oscar al millor documental i el Oscar a la millor pel·lícula de parla no anglesa, sent l'únic documental mai nominat en aquesta última categoria. És la segona pel·lícula macedònia que va obtenir una nominació a l'Oscar després de Before the Rain (1994). La terra de la mel va ser la pel·lícula més guardonada al Festival de Cinema de Sundance del 2019, guanyant en tres categories per a una pel·lícula documental, entre les quals destaca el Gran Jurat, el premi especial del Jurat per a l'impacte del canvi i el premi especial del Jurat per a la cinematografia, tot plegat a la categoria del Concurs Mundial de Documentals del Cinema.
| Premi de lliurament                           | Categoria                                                                         | Nominat/a                                             | Resultat   | Ref           |
| --------------------------------------------- | --------------------------------------------------------------------------------- | ----------------------------------------------------- | ---------- | ------------- |
| Premis Oscar de 2019                          | Oscar al millor documental                                                        | Ljubomir Stefanov, Tamara Kotevska, Atanas Georgiev   | Pendent    | [ 38 ] [ 39 ] |
| Premis Oscar de 2019                          | Oscar a la millor pel·lícula de parla no anglesa                                  | Ljubomir Stefanov, Tamara Kotevska,                   | Pendent    | [ 38 ] [ 39 ] |
| Alliance of Women Film Journalists            | Millor documental                                                                 | La terra de la mel                                    | Nominada   | [ 40 ]        |
| American Society of Cinematographers Awards   | Assoliment destacat en la cinematografia documental                               | Fejmi Daut & Samir Ljuma                              | Guanyadora | [ 41 ]        |
| Boston Society of Film Critics                | Millor documental                                                                 | La terra de la mel                                    | Guanyadora | [ 42 ]        |
| Chicago Film Critics Association              | Millor documenal                                                                  | La terra de la mel                                    | Nominada   | [ 43 ]        |
| Cinema Eye Honors Awards                      | Assoliment destacat en la cinematograifa                                          | Fejmi Daut & Samir Ljuma                              | Guanyadora | [ 44 ]        |
| Cinema Eye Honors Awards                      | Els inoblidables                                                                  | Hatidze Muratova                                      | Guanyadora | [ 44 ]        |
| Cinema Eye Honors Awards                      | Assoliment destacat en la direcció                                                | Tamara Kotevska & Ljubomir Stefanov                   | Nominada   | [ 44 ]        |
| Cinema Eye Honors Awards                      | Assoliment destacat en pel·lícules de no ficció                                   | Atanas Georgiev & Tamara Kotevska & Ljubomir Stefanov | Nominada   | [ 44 ]        |
| Dallas–Fort Worth Film Critics Association    | Millor documental                                                                 | La terra de la mel                                    | Nominada   | [ 45 ]        |
| Directors Guild of America Awards             | Millor direcció en documentals                                                    | Ljubomir Stefanov & Tamara Kotevska                   | Nominada   | [ 46 ]        |
| Florida Film Critics Circle                   | Millor documental                                                                 | La terra de la mel                                    | Nominada   | [ 47 ]        |
| Premis Independent Spirit                     | Millor documental                                                                 | La terra de la mel                                    | Nominada   | [ 48 ]        |
| International Documentary Association Awards  | Millor cinematografia                                                             | La terra de la mel                                    | Guanyadora | [ 49 ]        |
| International Documentary Association Awards  | Pare Lorentz Award                                                                | Fejmi Daut & Samir Ljuma                              | Guanyadora | [ 49 ]        |
| International Documentary Association Awards  | Millor direcció                                                                   | Tamara Kotevska & Ljubomir Stefanov & Atanas Georgiev | Nominada   | [ 49 ]        |
| International Documentary Association Awards  | Millor llargmetratge                                                              | Tamara Kotevska & Ljubomir Stefanov                   | Nominada   | [ 49 ]        |
| National Society of Film Critics Awards       | Millor pel·lícula de no ficció                                                    | La terra de la mel                                    | Guanyadora | [ 50 ]        |
| New York Film Critics Circle Awards           | Millor pel·lícula de no ficció                                                    | La terra de la mel                                    | Guanyadora | [ 51 ]        |
| Online Film Critics Society                   | Millor documenal                                                                  | La terra de la mel                                    | Nominada   | [ 52 ]        |
| Producers Guild of America Awards             | Millor pel·lícula documental                                                      | La terra de la mel                                    | Nominada   | [ 53 ]        |
| Satellite Awards                              | Millor pel·lícula documental                                                      | La terra de la mel                                    | Nominada   | [ 54 ]        |
| Seattle Film Critics Society                  | Millor documenal                                                                  | La terra de la mel                                    | Nominada   | [ 55 ]        |
| St. Louis Film Critics Association            | Millor documental                                                                 | La terra de la mel                                    | Nominada   | [ 56 ]        |
| Sundance Film Festival                        | Premi del Gran Jurat al Cinema Mundial: Documental                                | La terra de la mel                                    | Guanyadora | [ 57 ]        |
| Sundance Film Festival                        | Premi especial del jurat del documental mundial de cinema per l'impacte del canvi | La terra de la mel                                    | Guanyadora | [ 57 ]        |
| Sundance Film Festival                        | Premi especial del jurat a la millor pel·lícula documental                        | La terra de la mel                                    | Guanyadora | [ 57 ]        |
| Vancouver Film Critics Circle                 | Millor documental                                                                 | La terra de la mel                                    | Nominada   | [ 58 ]        |
| Washington D.C. Area Film Critics Association | Millor documental                                                                 | La terra de la mel                                    | Nominada   | [ 59 ]        |